# Associação Desportiva Ferroviária Vale do Rio Doce
Associação Desportiva Ferroviária Vale do Rio Doce, kortweg bekend als Desportiva (ook wel Desportiva Ferroviária) is een Braziliaanse voetbalclub uit de Braziliaanse stad Cariacica in de staat Espírito Santo.

## Geschiedenis
In de stad Cariacica waren er verscheidene clubs, meestal gesticht door medewerkers van het bedrijf Vale do Rio Doce. In 1963 drong het bedrijf erop aan om te fuseren tot één grote club en zo fuseerden Vale do Rio Doce, Ferroviário, Cauê, Guarany, Valeriodoce en Cruzeiro tot Desportiva Ferroviária. Reeds een jaar later werd de eerste staatstitel binnen gehaald, er zouden er nog vele volgen, al moet de club nog steeds onder doen voor Rio Branco. In 1974 nam de club voor het eerst deel aan de Série A. De laatste keer dat de club hier speelde was in 1993, op nationaal vlak schieten de clubs uit de staat Espírito Santo tekort. In april 1999 werd de club geprivatiseerd en nam de naam Desportiva Capixaba aan. Deze wijziging werd in 2011 ongedaan gemaakt.

## Erelijst
Campeonato Capixaba
1964, 1965, 1967, 1972, 1974, 1977, 1979, 1980, 1981, 1984, 1986, 1989, 1992, 1994, 1996, 2000, 2013, 2016
Copa Espírito Santo de Futebol
2008, 2012